# Reinhold Schildbach

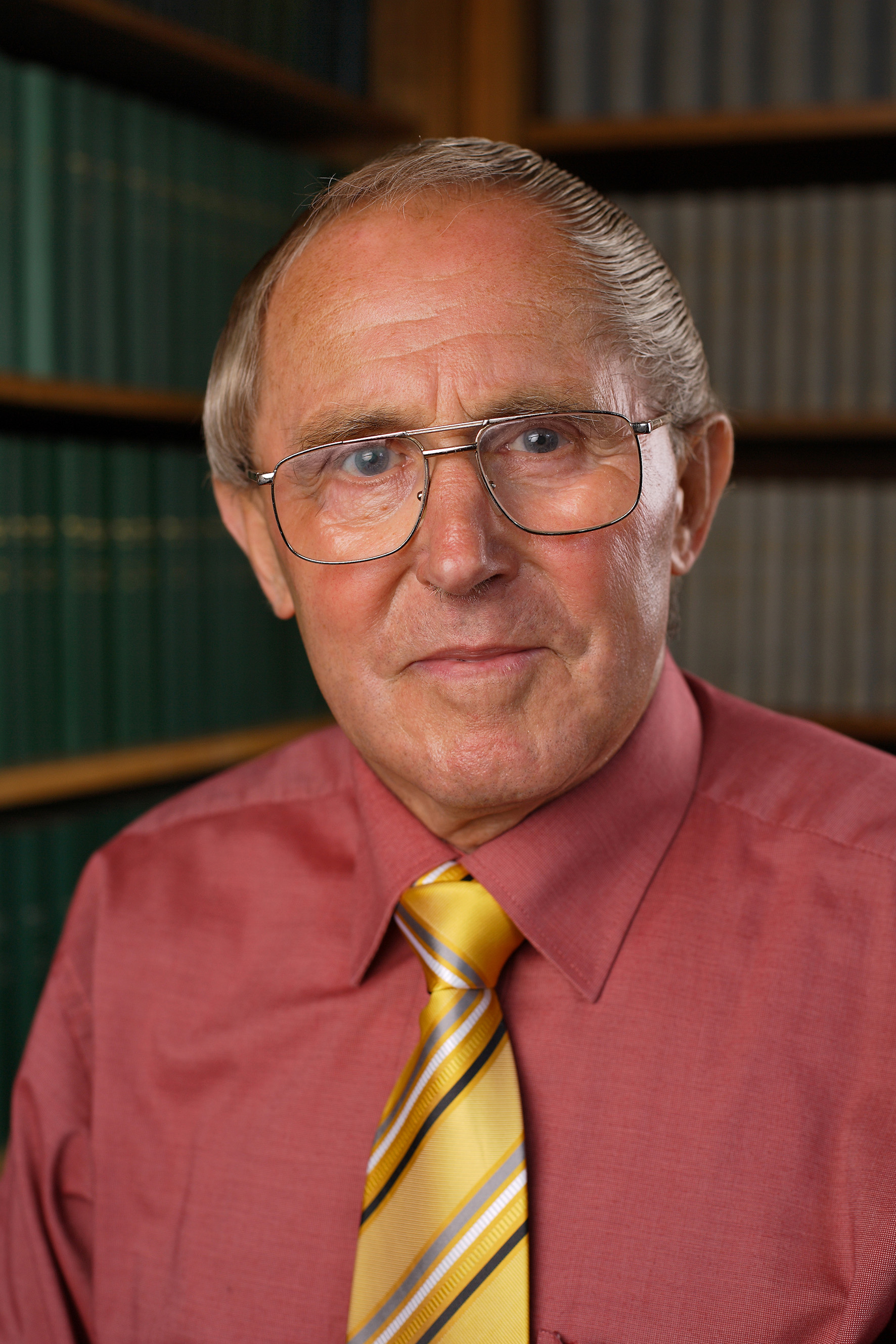
Reinhold Schildbach

Reinhold Schildbach (* 10. August 1933 in Dermbach/Rhön; † 14. Oktober 2019 in Berlin) war ein deutscher Agrar- und Brauwissenschaftler, sowie Hochschullehrer an der TU Berlin.

## Leben
Schildbach studierte nach einer landwirtschaftlichen Ausbildung Agrarwissenschaften an der Universität Gießen mit einem Abschluss als Diplom-Landwirt. 1966 dissertierte er an der Landwirtschaftlichen Fakultät der Universität Gießen mit einer Studie über Zuckerrüben.
Am 1. Januar 1969 begann er mit der Braugerstenforschung an der Versuchs- und Lehranstalt für Brauerei (VLB), wo er die Leitung der Rohstoffabteilung übernahm. 
1971 initiierte er das 1. Internationale Braugersten-Seminar. 1972 wurde Schildbach habilitiert und von der TU Berlin zum Professor für Pflanzliche Rohstoffe in der Lebensmittel- und Getränketechnologie berufen. In den 1970er-Jahren erweiterte er sein Arbeitsfeld auch auf die Hopfenforschung. 
1976 übernahm er als Nachfolger von H. Schilfarth die Funktion des wissenschaftlichen Leiters der VLB und war bis zu einer Strukturreform der Anstalt 1981 Mitgeschäftsführer.
1980 wurde ihm auch der Vorsitz des Barley Committees der European Brewery Convention (EBC) übertragen.
Nach Schildbachs Emeritierung 1999 wurde die Leitung des VLB-Forschungsinstituts für Rohstoffe 1999 von Frank Rath übernommen.
Schildbach war verheiratet und hat zwei Söhne: Dipl.Ing Jörg Schildbach und Prof. Dr.-Ing. Stefan Schildbach. Zum Zeitpunkt seines Todes hatte er fünf Enkel.

## Schriften (Auswahl)
- Getreide und Braugetreide – weltweit : Arten, Sorten, Anbau, Züchtung und Verarbeitung in der Landwirtschaft, Lebensmittel-, Brau- und Getränkeindustrie. VLB Berlin 2013
- Förderung von Aufgang, Jugendwachstum und Ertragsbildung bei Zuckerrüben. Gießen 1966

## Ehrungen
- VLB-Ehrennadel 2015[5]